# Prolog Snorra-Edda
Es ist umstritten, ob der Prolog der Snorra-Edda von Snorri Sturluson selbst verfasst wurde. Die Funktion des Prologs besteht darin, die Edda des Snorri in das mittelalterliche, gelehrte christliche Weltbild zu integrieren.
Der Prolog (altisländ. formáli) beginnt mit einem deutlichen Bezug auf die alttestamentliche Schöpfungsgeschichte. Die Ideen, die hier vorherrschen, stammen aus der mittelalterlichen Kirchengeschichte wie sie beispielsweise Isidor von Sevilla vertreten hat. Sie thematisieren eine natürliche Religiosität der Kulturen, in der auch das nordische „Heidentum“ an einen höchsten Gott als Höchstes Wesen glaubte, ohne sich diesen in einem christlichen Sinne vorzustellen.
Anschließend knüpft der Prolog der Snorra-Edda an die im Mittelalter in Adelskreisen höchst populäre Trojanerfabel an, nach der die Vorfahren der west- und nordeuropäischen Aristokratie von aus Troja vertriebenen Helden, beispielsweise Aeneas, abstammen. Für die nordische gelehrte Urgeschichte ist die klangliche Affinität von Trór – Thor und Sibil – Sif relevant, die Snorri auch in der die Heimskringla einleitende Ynglinga saga vertritt, in der er die Migration der aus dem Osten (Asien) einwandernden Æsir (Asen = „Asienmänner“) schildert, und Óðinn und die Seinen, ganz im Sinne der euhemeristischen These, zu weltlichen Königen erklärt.
Der Prolog dient dazu, die erzählten mythischen Episoden der Gylfaginning etymologisch wie genealogisch mit der antiken Mythologie, der das christlich-kirchliche Europa einen hohen Stellenwert zumaß, zu verbinden. Die hier anklingenden euhemeristischen Tendenzen dienen Snorri dazu, die vorchristlichen Götter in der Gylfaginning als menschliche Herrscher zu entlarven: auch insofern Täuschung oder Sinnestrug im Titel von Snorris Mythographie.
Snorri geht es aber nicht nur darum, eine Herkunftsgeschichte der nordischen Götter zu schreiben. Ihm geht es in der Snorra-Edda vor allem um Sprache, der Sprache, die laut euhemeristischer Einwanderungsfabel einst Óðinn und die Seinen sprachen. Diese Sprache, die altisländische, empfindet Snorri als durch diese Abkunft geadelt. So kann er sie auf die gleiche Stufe setzen wie die von der Kirche gewürdigten Sprachen Hebräisch, Griechisch und Latein – die Gelehrtensprachen des mittelalterlichen Europas. In Snorris Prolog heißt es: „So wurde die Sprache der Asiaten die Landessprache in allen diesen Gebieten. Die Menschen glaubten dies deshalb erkennen zu können, weil die Namen ihrer Vorväter niedergeschrieben wurden. Denn die Namen gehörten zu dieser Sprache, und die Asen haben ebendiese Sprache hierher in den Norden gebracht, nach Norwegen und Schweden, nach Dänemark und Sachsen.“
Snorris Prolog, wenn er denn von Snorri stammt, dient der nationalen Legitimation Islands und seiner Kultur angesichts zunehmender christlicher, und damit kontinentaler, Dominanz. Um 1200 hat der Däne Saxo Grammaticus mit seiner Gesta Danorum (Dänische Geschichte), und noch vor ihm, und als Vorgänger Snorris, der isländische Historiker Ari Þorgilsson (1068–1148) in Íslendingabók und Landnámabók vergleichbare Impulse gesetzt. Snorris besondere Leistung ist der Versuch, die isländische Kultur auf eine Stufe mit den christlichen Kulturen Europas zu stellen (beispielsweise der fränkischen). Er greift in seiner Darstellung in der Snorra-Edda auf geläufige Formen und Autoritäten des mittelalterlichen Europas zurück, die er virtuous mit dem isländischen, von ihm gesammelten Material verbindet.